# 887
Năm 887 là một năm trong lịch Julius.